# 博
博（ひろ、1987年10月28日 - ）は、日本の漫画家、イラストレーター。東京都在住。男性。

## 来歴・人物
高校生の頃から京都アニメーションやKey作品、堀口悠紀子や平山英嗣が好きであった。そして、アニメ『かみちゅ!』のオープニングに感動したことをきっかけにアニメーターを志す。2008年、大学時代に『マジキュー4コマ CLANNAD』の挿絵で商業デビュー。その時も目標はあくまでもアニメーターであったが、大学2年生の時に『まんがタイムきららキャラット』2009年8月号にて『アクアリウム』が読切作品としてゲスト掲載される。同作は同年9月号、10月号にもゲスト掲載されたのち、同年12月号から2011年10月号にかけて連載された。
大学卒業後、オリジナルアニメをメインに制作する大手アニメスタジオに応募し内定をもらうも、同時期にメディアファクトリーから『ゆめくり』の連載を打診され、両立が難しいことをわかっていた博はアニメーターの道を諦め、商業漫画家としての道を選ぶ。博曰く、この出来事が人生で一番の岐路だという。なお、現在も本人のTwitterでは自身の描いた明日ちゃんのアニメーション動画を投稿することがある。
2016年8月より、『となりのヤングジャンプ』で『明日ちゃんのセーラー服』を連載開始。

## 作品リスト

### 漫画
- マジキュー4コマ CLANNAD（2）（2008年4月25日、エンターブレイン）
- アクアリウム（『まんがタイムきららキャラット』2009年12月号 - 2011年10月号、芳文社）
  1. 2010年9月27日 まんがタイムKRコミックス
  2. 2011年9月27日 まんがタイムKRコミックス
- 12月のメランコリック（『まんがくらぶオリジナル』2011年1月号 X'masスペシャル、竹書房） - ゲスト掲載
- けいおん! アンソロジーコミック Vol.4（2011年5月27日、芳文社）
- ゆめくり（『月刊コミックアライブ』2012年3月号 - 2017年2月号、メディアファクトリー）
- 明日ちゃんのセーラー服（『となりのヤングジャンプ』2016年8月2日 - 、集英社） - 連載中（月1回）

### イラスト
挿絵
- コピーフェイスとカウンターガールシリーズ（著：仮名堂アレ 、ガガガ文庫、小学館） - 全3巻
- スーパーカブ（著：トネ・コーケン 、角川スニーカー文庫、KADOKAWA） - 全9巻

雑誌掲載イラスト
- まんがくらぶオリジナル（2011年1月号、竹書房） - 表紙
- 月刊コミックラッシュ（2011年3月号、ジャイブ）ピンナップ（ラッシュカレンダーコレクション23）

Web掲載イラスト
- Rewrite 応援イラスト[5]（後に2011年8月11日よりVA購買部出張所2011 -summer-にて販売された『Rewrite 応援イラストコレクション』に収録）

イラスト集
- 博イラスト集〜明日ちゃんまでの足跡〜（2022年1月19日、集英社）

### その他
- リレーエッセイ「My Private D★V」vol.40（『まんがタイムきらら』、2010年12月号、芳文社）